# Гродзеве
Гро́дзеве (колишні назви Гродзева Слобода та Гродзева) — село в Україні, в Дмитрушківській сільській громаді Уманського району Черкаської області. Розташоване на обох берегах річки Уманка (притока Ятрані) за 12 км на схід від міста Умань та за 2 км від автошляху М30. Населення становить 757 чоловік.

## Історія
В селі є залишки великого поселення черняхівської культури із залізоробним виробництвом.
В книзі 1895 року, автором якої є В.Б.Антонович, яка має назву "Археологічна мапа Київської губернії"  зазначено, що в селі є 5 курганів. 
В книзі Похилевича 1864 року "Сказання про населені місцевості Київської губернії" вказано, що Гродзева село при річці Уманка в 10 верстах нижче Умані. Загалом мешканців 800. Церква Богословська, дерев'яна, збудована 1759 року; землі має 36 десятин. До Гродзевського приходу з 1841 року  приписане село Сушківка. 
У ХІХ столітті Гродзева Слобода, як і територія Уманського повіту Київської губернії, належала польському магнату графу Станіславу Потоцькому. Внаслідок невдалого революційного виступу проти російського панування в Королівстві Польському спадкоємець Станіслава Потоцького та Софії Полоцької — Олександр втратив усі свої маєтності, у тому числі і Гродзеву Слободу. Конфісковані землі упродовж 1836—1857 знаходяться у розпорядженні Міністерства військових поселень Росії.
У процесі придушення польського повстанського руху греко-католицьку церкву у селі переосвячено на православну. Перехід під контроль Російської православної спричинив початок русифікації у цьому регіоні. Дотепер церква під контролем Московського патріархату. Клірові відомості, метричні книги, сповідні розписи церкви св. Іоанна Богослова с. Гродзеве Уманського пов. Київської губ. зберігаються в ЦДІАК України.
З 1917 — у складі УНР. З 1921 — стабільний комуністичний режим. 1929 у селі почали терор проти незалежних селян, який переріс у акцію Голодомору.
2014 року у селі встановлено пам'ятний знак жертвам Голодомору.

## Населення

### Мова
Розподіл населення за рідною мовою за даними перепису 2001 року:
| Мова       | Відсоток |
| ---------- | -------- |
| українська | 97,89%   |
| російська  | 1,72%    |

## Походження назви
Є кілька варіантів походження села: І. Походить від польського слова «родзинка», яке в українців має значення чогось прекрасного, гарного[джерело?].
ІІ. Назву села пов'язують з лісовим промисловцем, паном Гродзьом, який у пошуках густих лісів, для випалювання його на поташ, прибув у цю місцину. Для вирубки лісу він привіз із собою робітників Білоуса і Ткаченка, які й стали першими поселенцями.

## Економіка
- Завод з виробництва грибниці печериць — ТОВ «Мікоген-Центр».[4]

## Відомі люди
- Корчак Йосип Павлович (* 8 листопада 1914 — † 13 жовтня 1943) — герой СРСР.

## Галерея

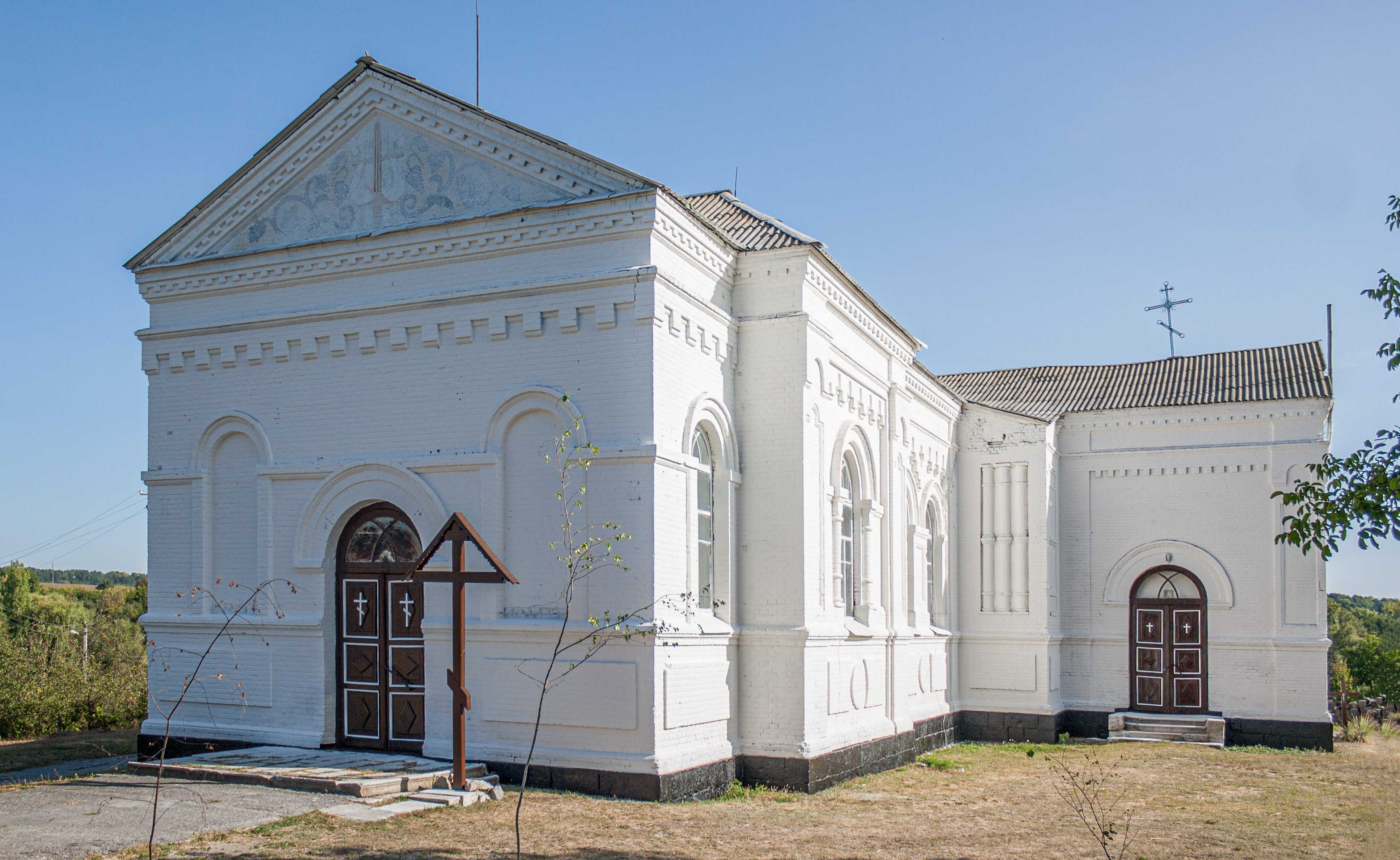
Церква Іоанна Богослова
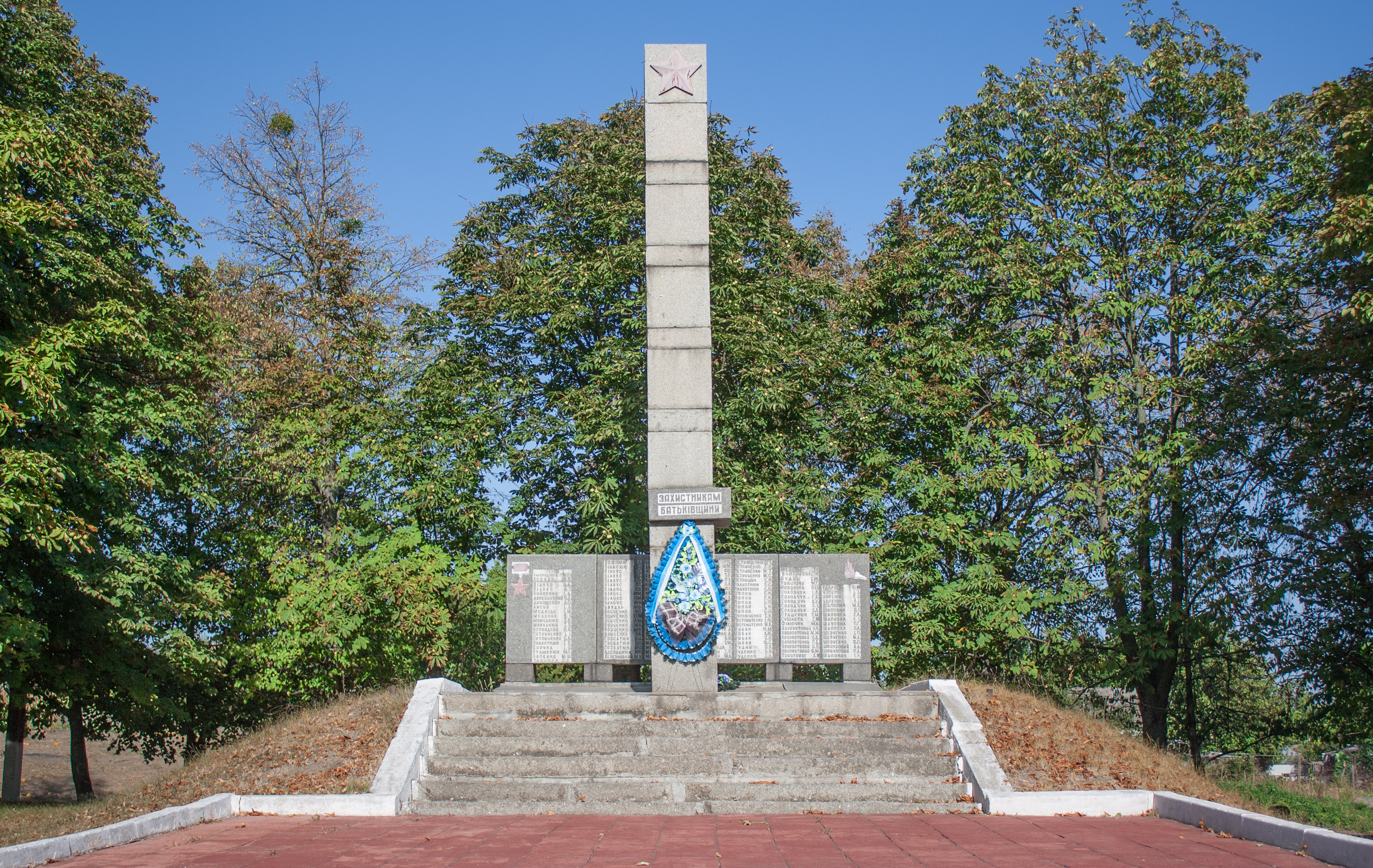
Пам'ятник воїнам-односельцям
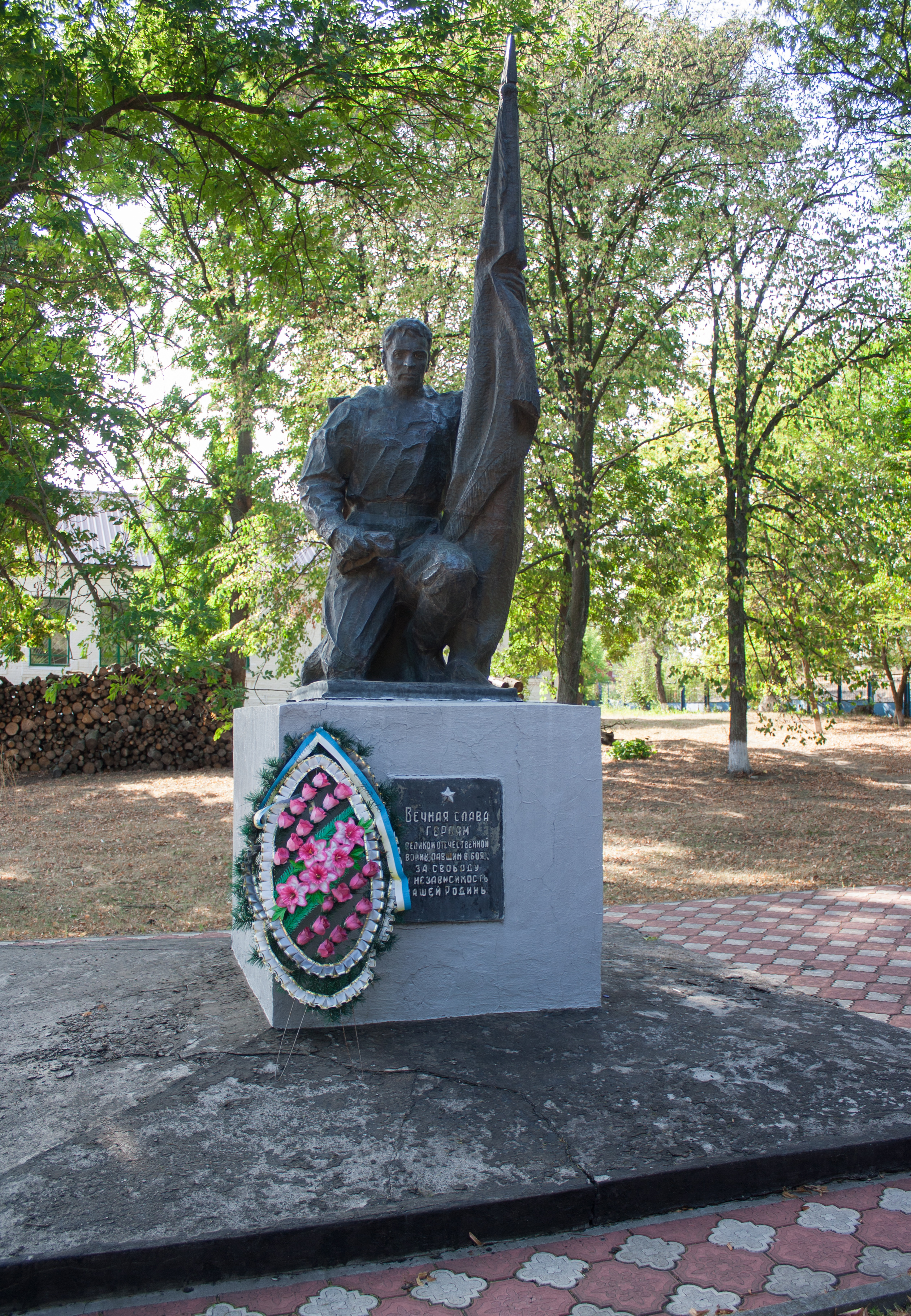
Братська могила радянських воїнів
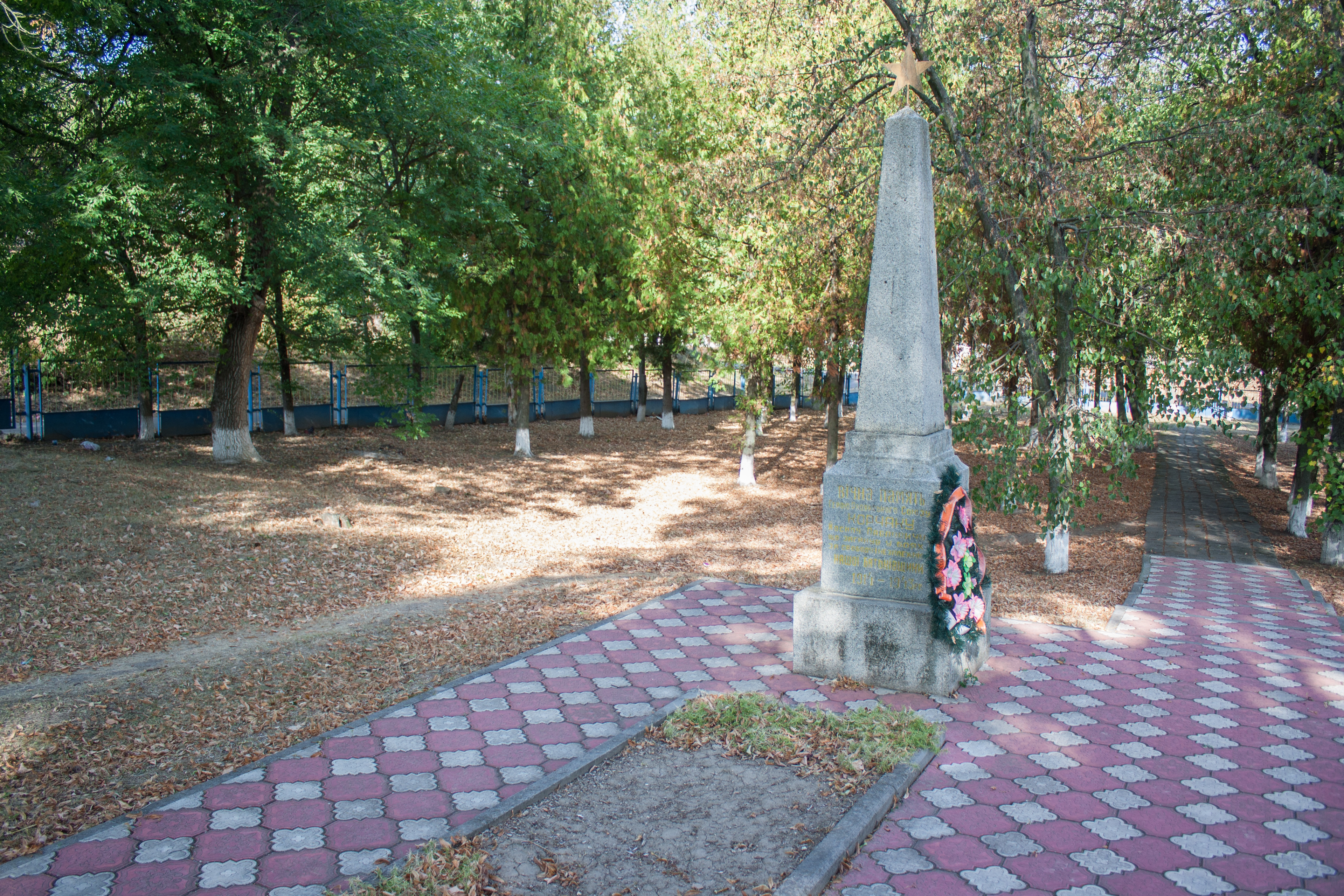
Могила Героя Рад. Союзу І.П. Корчака
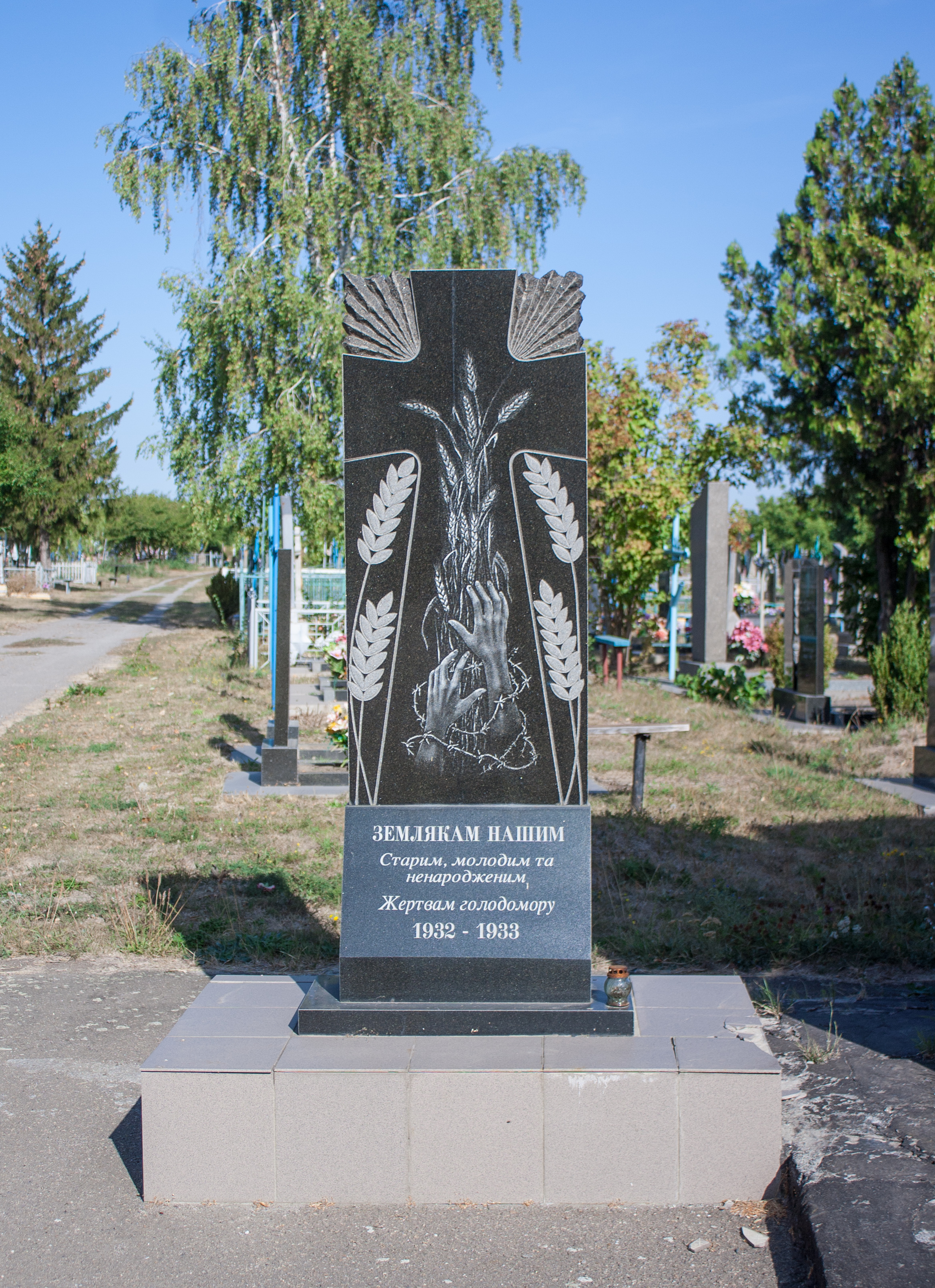
Пам’ятний знак жертвам Голодомору

## Інтернет-посилання
- Погода в селі Гродзеве [Архівовано 29 березня 2008 у Wayback Machine.]